# Epirhyssa migratoria
Epirhyssa migratoria är en stekelart som beskrevs av André Seyrig 1932. Epirhyssa migratoria ingår i släktet Epirhyssa och familjen brokparasitsteklar. Inga underarter finns listade i Catalogue of Life.